# Nervus auricularis posterior

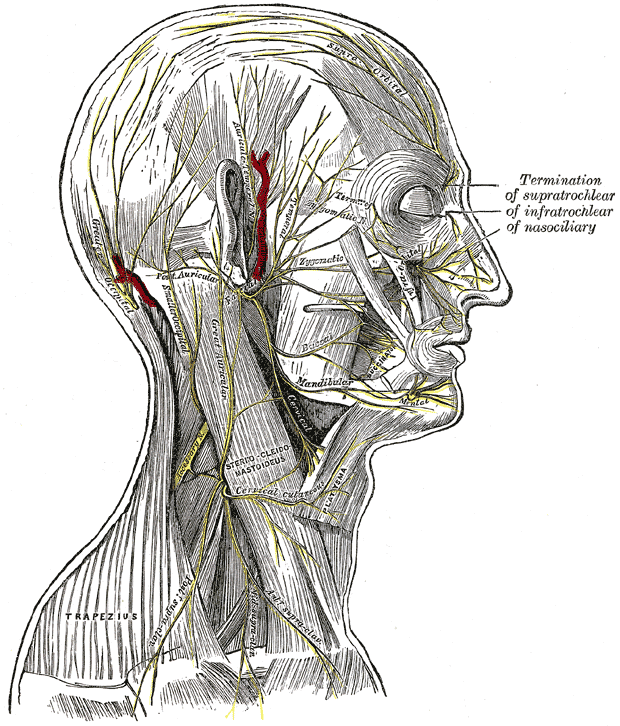
A fej és a nyak izmai (a fül mögött vízszintesen lehet látni az ideget)

A nervus auricularis posterior az arcideg (nervus facialis) egyik ága. A foramen stylomastoideum közelében ered és a csecsnyúlványnál (processus mastoideus) felfelé fut ahol becsatlakozik a ramus auricularis nervi vagiba. A meatus acusticus externus és a csecsnyúlvány között két apró ágra szakad: az auricularis és az occipitalis ágra.

## Külső hivatkozások
- Leírás[halott link]
- Kép
- Kép
- Kép